# كاتارزينا فيلك
كاتارزينا فيلك (بالبولندية: Katarzyna Wasick)‏ (و. 1992  م) هي رياضية بولندية، ولدت في كراكوف، شاركت في الألعاب الأولمبية الصيفية 2008، والألعاب الأولمبية الصيفية 2012، والسباحة في الألعاب الأولمبية الصيفية 2016.

## روابط خارجية
- كاتارزينا فيلك على موقع الاتحاد الدولي للسباحة (الإنجليزية)
- كاتارزينا فيلك على موقع SwimRankings.net (الإنجليزية)
- كاتارزينا فيلك على موقع اللجنة الأولمبية الدولية (الإنجليزية)
- كاتارزينا فيلك على موقع اللجنة الأولمبية الدولية (الإنجليزية)
- كاتارزينا فيلك على موقع أوليمبيديا (الإنجليزية)
- كاتارزينا فيلك على موقع اللجنة الأولمبية البولندية (مؤرشف) (البولندية)